# San Lorenzo (Ecuador)
San Lorenzo, auch als San Lorenzo del Pailón bekannt, ist eine Kleinstadt und die einzige Parroquia urbana („städtisches Kirchspiel“) im Kanton San Lorenzo der ecuadorianischen Provinz Esmeraldas. Die Parroquia besitzt eine Fläche von 251,9 km². Die Einwohnerzahl lag im Jahr 2010 bei 25.096. Davon wohnten 23.265 Einwohner in der Stadt San Lorenzo. Wie in vielen Gemeinden der Provinz bilden Afroecuadorianer die Mehrheit der Bevölkerung.

## Lage
Die Parroquia San Lorenzo liegt an der Pazifikküste Nordwest-Ecuadors. Das Gebiet erstreckt sich über das küstennahe Tiefland und umfasst auch die Insel Isla Tatabrero. Im Norden reicht das Areal bis an die Mündung des Grenzflusses Río Mataje in den Pazifik. Die Stadt San Lorenzo befindet sich knapp 100 km ostnordöstlich der Provinzhauptstadt Esmeraldas. 
Die Parroquia San Lorenzo grenzt im äußersten Norden an Kolumbien, im Nordosten an die Parroquia Mataje, im Osten und im Südosten an die Parroquias Tululbí, Calderón und Carondelet, im Südwesten an die Parroquias Concepción und Tambillo sowie im Nordwesten an die Parroquias Pampanal de Bolívar (Kanton Eloy Alfaro) und Ancón de Sardinas.

## Geschichte
Die Stadt geht auf eine Gründung von Pedro Vicente Maldonado im Jahr 1743 zurück. Im Jahr 1941 wurde die Parroquia Teil des neu geschaffenen Kantons Eloy Alfaro. Am 22. März 1978 wurde der Kanton San Lorenzo gegründet und San Lorenzo wurde eine Parroquia urbana und Sitz der Kantonsverwaltung.

## Wirtschaft und Verkehr
San Lorenzo ist eine Hafenstadt an der Pazifikküste. Die Stadt ist Endpunkt der Fernstraße E10, die von Esmeraldas entlang der Küste führt. Die Fernstraße E15 von Ibarra nach Mataje an der kolumbianischen Grenze verläuft 10 km weiter östlich.

## Ökologie
Die Küstenregion der Parroquia befindet sich im Schutzgebiet Reserva Ecológica Manglares Cayapas Mataje.

## Persönlichkeiten
- Segundo Castillo (* 1982), Fußballspieler
- Enner Valencia (* 1989), Fußballspieler
- Érika Chávez (* 1990), Sprinterin
- Beder Caicedo (* 1992), Fußballspieler
- Juan Caicedo (* 1992), Diskuswerfer
- Félix Torres (* 1997), Fußballspieler
- Jackson Porozo (* 2000), Fußballspieler